# Зарічне (Радсадівська сільська громада)
Зарічне (до 2016 року — Кірове) — село в Україні, у Радсадівській сільській громаді Миколаївського району Миколаївської області. Населення становить 500 осіб.
Село було внесено до переліку населених пунктів, які потрібно перейменувати згідно із законом «Про засудження комуністичного та націонал-соціалістичного (нацистського) тоталітарних режимів в Україні та заборону пропаганди їхньої символіки». У 2016 році село Кірове перейменовано на Зарічне.

## Населення

### Мова
Розподіл населення за рідною мовою за даними перепису 2001 року:
| Мова       | Кількість | Відсоток |
| ---------- | --------- | -------- |
| українська | 460       | 91.09%   |
| російська  | 39        | 7.72%    |
| болгарська | 4         | 0.79%    |
| румунська  | 2         | 0.40%    |
| Усього     | 505       | 100%     |